# La Niña de los Peines
Pastora María Pavón Cruz (Sevilla, 10 de febrero de 1890-ibidem, 26 de noviembre de 1969), conocida artísticamente como La Niña de los Peines, fue una cantaora flamenca española de etnia gitana, considerada como una de las voces más importantes en la historia de este arte.

## Biografía
Nació en cuna gitana; su padre fue el cantaor Francisco Pavón Cruz, conocido como «El Paiti», natural de El Viso del Alcor, aunque se crio en Tocina, y su madre fue Pastora Cruz Vargas, natural de Arahal, y sus dos hermanos, Tomás Pavón y Arturo Pavón, también cantaores.
A los ocho años realizó su primera actuación pública, cuando fue contratada en una caseta de la Feria de Sevilla para sustituir a su hermano mayor. En 1901 debutó en Madrid, en el Café del Brillante, donde conoció a Ignacio Zuloaga, que la convenció para actuar en Bilbao en el Café de las Columnas.
A partir de entonces se la comenzó a conocer como La Niña de los Peines por unos tangos que interpretaba frecuentemente y que, sin embargo, jamás grabó en disco a pesar de las insistencias de las casas discográficas:

Péinate tú con mis peines, que mis peines son de azúcar, quien con mis peines se peina, hasta los dedos se chupa.

Péinate tú con mis peines, mis peines son de canela, la gachí que se peina con mis peines, canela lleva de veras.

En junio de 1922 participó como miembro del jurado en el Concurso de Cante Jondo de Granada, en el que el gran Antonio Chacón ofició como presidente.
Fue amiga de Manuel de Falla, Julio Romero de Torres, que la pintó en uno de sus lienzos, y Federico García Lorca, a quien conoció en casa de La Argentinita. Lorca la citó poéticamente en sus escritos. «Jugaba con su voz de sombra, con su voz de estaño fundido, con su voz cubierta de musgo».
Viajó por toda la geografía española compartiendo escenario con los artistas flamencos más famosos del momento, entre ellos los cantaores Manolo Caracol, Pepe Marchena y Antonio Chacón, o los guitarristas Ramón Montoya y Melchor de Marchena, entre otros muchos.
Poseedora de una gran inteligencia natural, a pesar de carecer de cualquier tipo de estudio, profetizó ya en 1934 el cambio en los gustos del público: «No me puedo quejar del público, pero veo que el cante va por mal camino. A la gente ahora no le gusta más que el cante malo».
Tras el paréntesis de la guerra civil continuó su actividad con diversos espectáculos como Las calles de Cádiz, de Concha Piquer, o España y su cantaora, que se estrenó en Sevilla con gran éxito.
En 1961 se le rindió un homenaje nacional en Córdoba, con la participación, entre otros, de Antonio Mairena y Juan Talega. En 1968 fue inaugurado un monumento en su honor, situado en la Alameda de Hércules (Sevilla), obra del escultor Antonio Illanes. Más tarde se realizó otro como reconocimiento de la ciudad de Arahal, localidad a la que estuvo vinculada por su madre.
Falleció en Sevilla el 26 de noviembre de 1969, veinte días después que su marido, el también cantaor Pepe Pinto, con quien se había casado en 1931.
En el año 2010 se inauguró el Museo de la Mujer en el Flamenco de Arahal, donde Pastora Pavón cuenta con un espacio propio. 

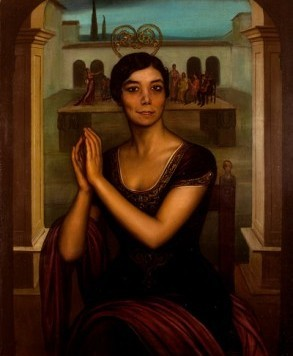
Retrato de La Niña de los Peines, obra de Julio Romero de Torres (1917-1918).

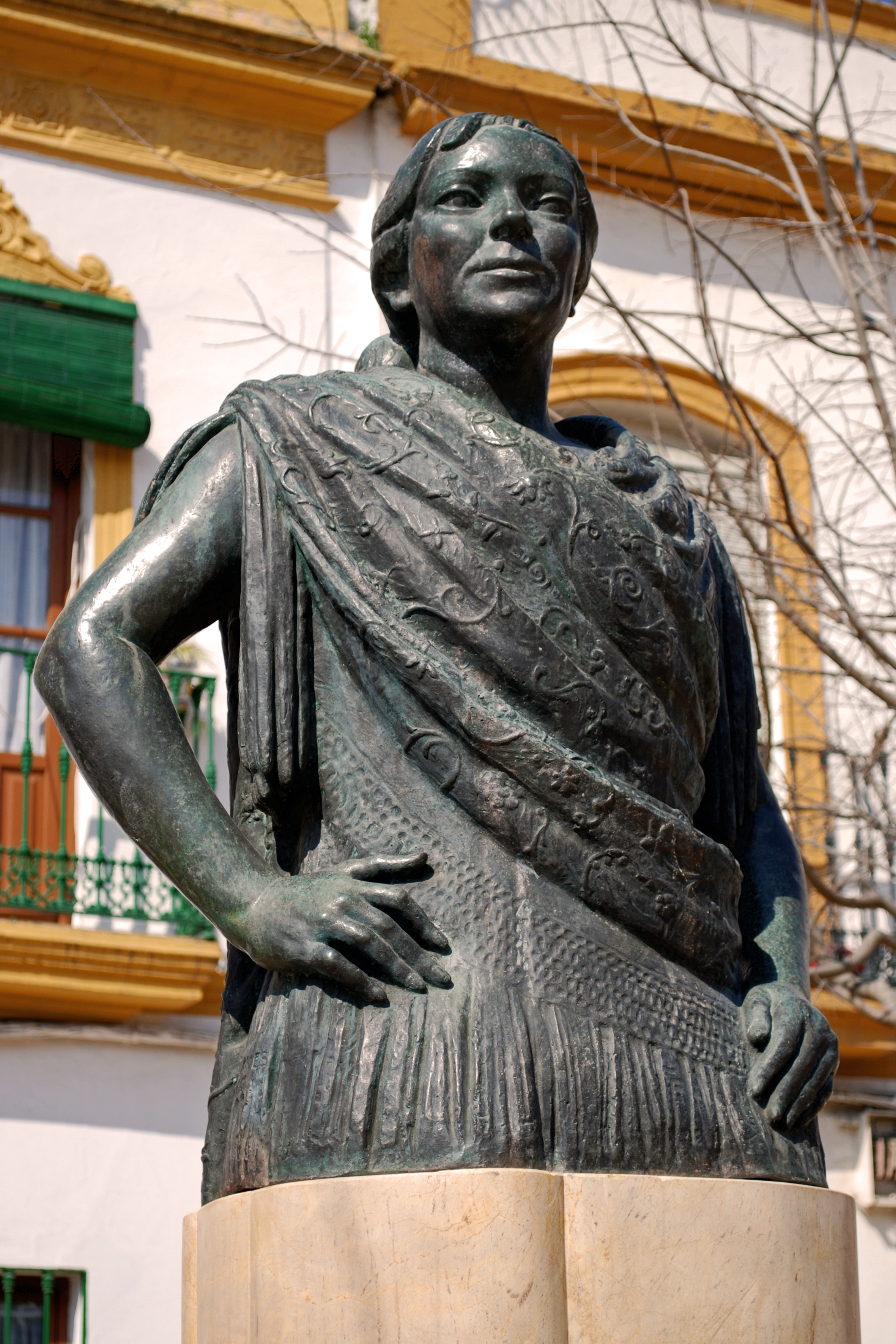
Estatua dedicada a La Niña de los Peines en la Alameda de Hércules de Sevilla.

## Obra
Destacó principalmente por sus tangos, peteneras, bulerías y soleares, aunque realmente fue una cantaora muy completa que dominó todos los palos del flamenco y creó estilos nuevos, como la bambera. Dentro de las distintas modalidades de soleares que interpretaba, es preciso destacar la de Mercé la Serneta, a quien había conocido en su juventud.
La Junta de Andalucía ha declarado su voz bien de interés cultural. Entre 1910 y 1950 grabó 258 cantes en discos de pizarra, que en 2004 se publicaron en forma de trece discos compactos. La labor de recuperación fue posible gracias al Centro Andaluz de Flamenco, dependiente de la Consejería de Cultura de la Junta de Andalucía, que tiene su sede en Jerez de la Frontera. En este trabajo participaron un grupo de treinta personas, entre ellas doce investigadores, durante ocho meses. Estas grabaciones son un auténtico tesoro musical y cuentan con el acompañamiento a la guitarra de Ramón Montoya, Niño Ricardo, Manolo de Badajoz, Antonio Moreno, Luis Molina, Currito de la Jeroma y Melchor de Marchena.

## Letras
A modo de ejemplo, se exponen algunas de las letras de los cantes interpretados por La Niña de los Peines:
| Petenera | Taranta | Soleares | Sevillana |
| --- | --- | --- | --- |
| Quisiera yo renegar de este mundo por entero, volver de nuevo a habitar ¡mare de mi corazón! volver de nuevo a habitar, por ver si en un mundo nuevo encontraba más verdad. | Yo vi a mi madre morir y no me quiero acordar fue tanto lo que sufrí que, en vez de echarme a llorar mi llanto rompió en reír | Hasta la fe del bautismo la empeñé por tu querer por tu querer la empeñaba ahora te vas y me dejas que te castigue Undebé[nota 1] | Que tu palmito -mi arma- que tu palmito Que tu palmito va diciendo tu «mare» -ole- que tu palmito hace tiempo lo guarda -mi vida- -pa’ un señorito.- |
Nota1. 